# Łechniwka (obwód chmielnicki)
Łechniwka (ukr. Лехнівка) – wieś na Ukrainie, w obwodzie chmielnickim, w rejonie chmielnickim. W 2001 liczyła 316 mieszkańców, wśród których 312 jako ojczysty język wskazało ukraiński, a 4 rosyjski.